# Atlas de la biodiversité dans les communes
L'atlas de la biodiversité dans les communes ou atlas de la biodiversité communale (ABC) est une démarche qui permet à une commune ou une structure intercommunale de connaître, de préserver et de valoriser son patrimoine naturel.
Il s'agit à la fois d'un outil stratégique de l'action locale visant à mieux connaître les enjeux de biodiversité à l’échelle du territoire afin de les intégrer dans les politiques de gestion et d’aménagement mais également d'un outil d'information et d'aide à la décision permettant de sensibiliser et de mobiliser élu.es, citoyen.nes et acteurs socio-économiques.
L'ABC permet d’acquérir de la connaissance naturaliste à partir de la réalisation d’inventaires participatifs ou réalisés par des experts et de les partager à travers des cartographies d’enjeux, des publications et des rapports.
Un site de recensement des ABC permet de localiser les projets en cours de réalisation ou déjà réalisés à l’échelle des communes sur le territoire métropolitain et dans les Outre-mer.

## Objectif d'un ABC
L'ABC permet d'inventorier les données relatives à la faune, la flore et les habitats. Il est réalisé au niveau communal, à l'initiative des communes françaises qui souhaitent acquérir une connaissance naturaliste de leur territoire.
L'ABC est réalisé avec l'aide d'associations naturalistes ou de professionnels (botanistes, écologues, ornithologues, mycologues, lichénologues, mammalogistes, entomologistes, etc.), selon une méthode et un protocole labellisés par des organismes reconnus (Muséum national d'Histoire naturelle, Conservatoire botanique national,…). Des inventaires participatifs sont également organisés, dans un esprit de sciences citoyennes et de travail collaboratif.
Cet inventaire peut faire apparaître des espèces indicatrices et des enjeux hiérarchisés selon le modèle Pression-État-Réponse, pour devenir un outil d'aide et d'action pour les collectivités et territoires concernés.

## Histoire et contexte du projet
Ce projet trouve des racines dans l’expérimentation réussie de certaines communes sur le territoire de Parcs naturels régionaux (PNR), notamment celui du PNR de la Lorraine qui crée en 1993 le concept « d’Atlas communal ».
À la suite du Grenelle de l'Environnement qui, en 2007, a suggéré la création urgente (« dès 2008 ») d'un « observatoire de la biodiversité », éventuellement décliné en observatoires régionaux, le ministère de l’Écologie reprend et élargi le concept sous l’appellation « d’Atlas de la biodiversité communale ».
Il répond aussi au besoin de données locales pour mieux connaître la biodiversité, son fonctionnement et les réseaux écologiques nécessaires à sa préservation durable, afin de la restaurer, la protéger et la gérer conformément aux engagements pris par la France et de nombreuses collectivités, dont l'ONU et l'Europe, notamment pour ce qui concerne l'échelle du réseau écologique paneuropéen dans lequel la France occupe une place biogéographiquement importante,.
Le lancement du programme de développement des atlas de la biodiversité communale a officiellement été annoncé en mai 2010, dans le contexte et cadre de 2010, Année internationale de la biodiversité, après que Natureparif, l'UICN et d'autres partenaires aient lancé un Concours national 2010 Promouvoir la biodiversité en ville / Capitale française de la biodiversité  (sur la base de l'index de Singapour, élaboré avec le PNUE), alors que le législateur s'apprêtait à étudier le projet de loi Grenelle II, et peu avant une grande réunion nationale sur la biodiversité, organisée par le ministère sur le thème de la Biodiversité, à Chamonix, du 10 au 12 mai 2010.
Remis en valeur en 2015 par le ministère de l’Écologie, les ABC ont fait l’objet d’un premier retour d’expériences lors du 1er colloque national sur les ABC à Saint-Brieuc. Un second colloque national sur les ABC est ainsi organisé en partenariat avec le Parc naturel régional de Lorraine du 20 au 22 septembre 2017 à Nancy.
Initialement soutenus par le ministère de l’Écologie ainsi que par le Fonds de dotation pour la biodiversité, les projets d’Atlas de la biodiversité communale sont financés, depuis 2017, via un budget géré par l’Office français de la biodiversité à travers des appels à projets publiés chaque année.
Entre 2010 et 2021, ces dispositifs de soutien ont permis la mise en œuvre de 577 projets, couvrant le territoire de 1857 communes. En 2024, l'OFB revendique la réalisation de 491 projets sur un ensemble de 3500 communes, depuis le premier appel à projet.

## Méthode
L’élaboration d’un atlas de la biodiversité communale suit plusieurs étapes :
1. Réunir l’ensemble des connaissances naturalistes déjà disponibles sur le territoire afin d’identifier les zones et taxons à inventorier au regard des enjeux territoriaux.
2. Compléter ces connaissances en matière de biodiversité. Il s’agit notamment d’inventorier et cartographier la biodiversité, grâce à l’intervention de professionnels ou d’associations naturalistes, mais aussi de susciter la participation du grand public à travers des programmes de sciences participatives.
3. Mobiliser, tout au long du projet, les acteurs locaux (élus, acteurs socio-économiques, grand public, scolaires, associatifs, etc.) afin de partager les connaissances sur la biodiversité de la commune, de les sensibiliser à la biodiversité et de permettre à chacun de se mobiliser en faveur de sa préservation.
4. Identifier les actions à mettre en œuvre pour protéger et valoriser la biodiversité et améliorer la prise en compte des enjeux en matière de biodiversité dans les politiques communales ou intercommunales.

Afin d’accompagner la démarche, un guide méthodologique a été élaboré en 2014, à l’attention des collectivités.

## Utilité
Les données collectées permettent d’alimenter les connaissances sur l'état national de la biodiversité, via les bases de données des observatoires locaux ou régionaux, des conservatoires et du MNHN à Paris.
Les enjeux mis en lumière à l’issue de la réalisation d’un ABC peuvent ainsi être pris en compte à l’échelle locale, dans les politiques de gestion et d’aménagement du territoire (ex : Plan local d’urbanisme, les chartes environnementales, plans et schéma d’aménagement ou de gestion (dont gestion différentiée..., SCOT intercommunaux, Espace naturel sensible, réserves naturelles régionales, etc). Il peut aussi compléter le travail d'intégration de la trame verte et bleue et plus généralement de prise en compte de la biodiversité (ordinaire ou non).
Ce projet est également un moyen de sensibiliser et de former aux questions de la biodiversité l’ensemble des citoyens et des acteurs socio-économiques locaux.

## Évaluations, retours d'expérience
Deux colloques nationaux se sont tenus en 2015 et 2017 permettant un premier retour d’expérience sur les ABC, leurs enjeux, leurs liens aux services écosystémiques et apportant un éclairage sur les engagements de la France en matière de biodiversité ainsi que sur l'utilité d'un ABC en réponse aux problèmes de connaissance de la biodiversité locale...

#### Nationaux
- NatureFrance.fr - Portail de référence d’accès aux données sur la biodiversité en France, site de l'Observatoire National de la Biodiversité et les partenaires du Système d’Information de la biodiversité en France
- Recensement des atlas de la biodiversité communale en France

- Synthèse des connaissances en biodiversité au niveau communal

- Site de Données et études statistiques Pour le changement climatique, l'énergie, l'environnement, le logement, et les transports
- Trame verte et bleue - Centre de ressources pour sa mise en œuvre

#### Régionaux
- "Identification des systèmes agricoles à haute valeur naturelle" (Atlas fait pour la commission européenne), Ed : Solagro, octobre 2006, 32 pages de 2006.
- Page web dédiée au projet d'identification et de cartographie de la Trame verte et bleue du Massif-central

#### Internationaux
- (en) Cartographie de continuums de naturalité (en anglais)
- (en) Portail de Lifemapper (Cartographie des cartes mondiales de répartition, par espèce)